# Hvozdec (okres Beroun)
Obec Hvozdec se nachází v okrese Beroun, kraj Středočeský, 3 km jihozápadně od města Hořovice a 22 km jihozápadně od Berouna. Žije zde 266 obyvatel.

## Části obce
Obec Hvozdec se skládá ze dvou částí, které leží na dvou katastrálních územích:
- Hvozdec (část k. ú. Hvozdec)
- Mrtník (část k. ú. Hvozdec), kde se nachází kostel Narození Panny Marie . K 1. lednu 2016 bylo k části Mrtník připojeno i celé k. ú. Hvozdec v Brdech.

## Historie
První písemná zmínka o obci pochází z roku 1543.
V souvislosti se zánikem vojenského újezdu Brdy bylo k 1. lednu 2016 k obci připojeno katastrální území Hvozdec v Brdech, které vzniklo k 10. únoru 2014. Toto území má rozlohu 0,635306 km² a je zde evidováno 0 budov a 0 obyvatel.

### Územněsprávní začlenění
Dějiny územněsprávního začleňování zahrnují období od roku 1850 do současnosti. V chronologickém přehledu je uvedena územně administrativní příslušnost obce v roce, kdy ke změně došlo:
- 1850 země česká, kraj Praha, politický i soudní okres Hořovice[6]
- 1855 země česká, kraj Praha, soudní okres Hořovice
- 1868 země česká, politický i soudní okres Hořovice
- 1939 země česká, Oberlandrat Plzeň, politický i soudní okres Hořovice[7]
- 1942 země česká, Oberlandrat Praha, politický okres Beroun, soudní okres Hořovice[8]
- 1945 země česká, správní i soudní okres Hořovice[9]
- 1949 Pražský kraj, okres Hořovice[10]
- 1960 Středočeský kraj, okres Beroun
- 2003 Středočeský kraj, obec s rozšířenou působností Hořovice

### Rok 1932
V obci Hvozdec (přísl. Mrtník, 528 obyvatel, katol. kostel) byly v roce 1932 evidovány tyto živnosti a obchody: časopis, 4 hostince, mlýn, 2 obuvníci, pila, řezník, 4 obchody se smíšeným zbožím, spořitelní a záložní spolek pro Mrtník, 2 trafiky.

## Doprava
Dopravní síť
- Pozemní komunikace – Do obce vede silnice III. třídy.

- Železnice – Železniční trať ani stanice na území obce nejsou.

Veřejná doprava 2011
- Autobusová doprava – Do obce vedly autobusové linky Hořovice-Hvozdec (v pracovní dny 7 spojů) a Komárov-Hvozdec, Mrtník (v pracovní dny 1 spoj) (dopravce PROBO BUS, a. s.). O víkendu byla obec bez dopravní obsluhy.

## Galerie

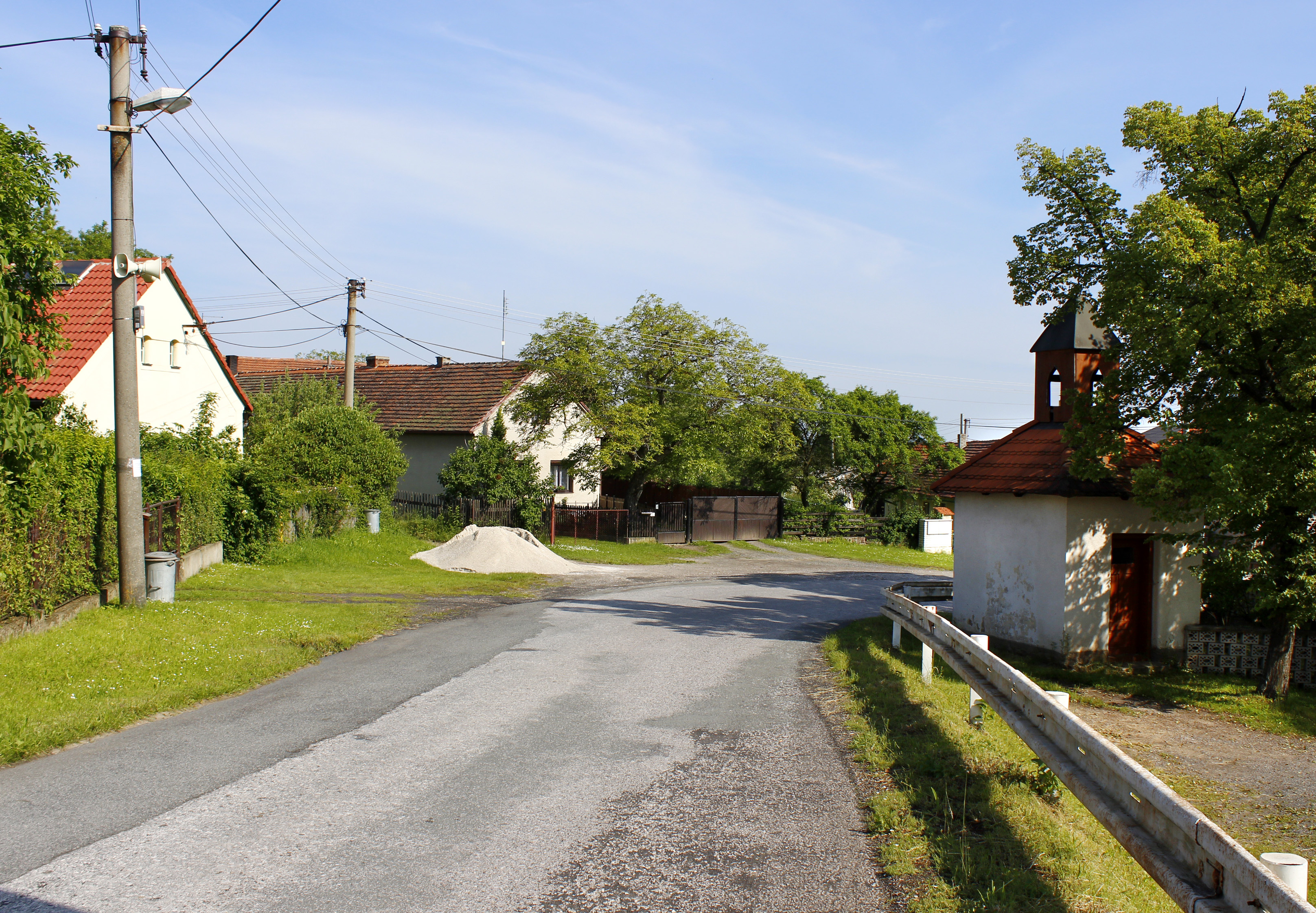
Dolní náves
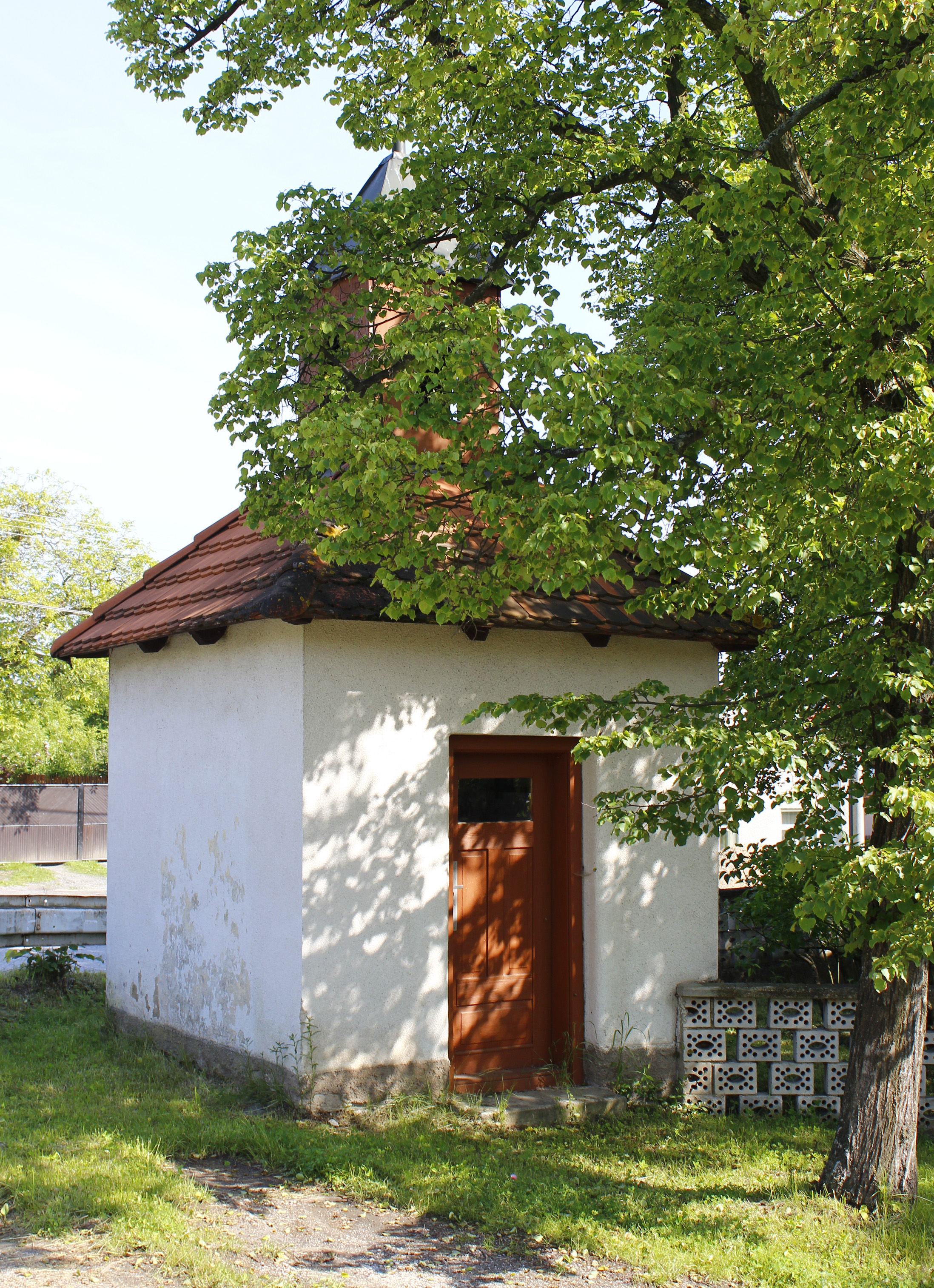
Kaplička na dolní návsi
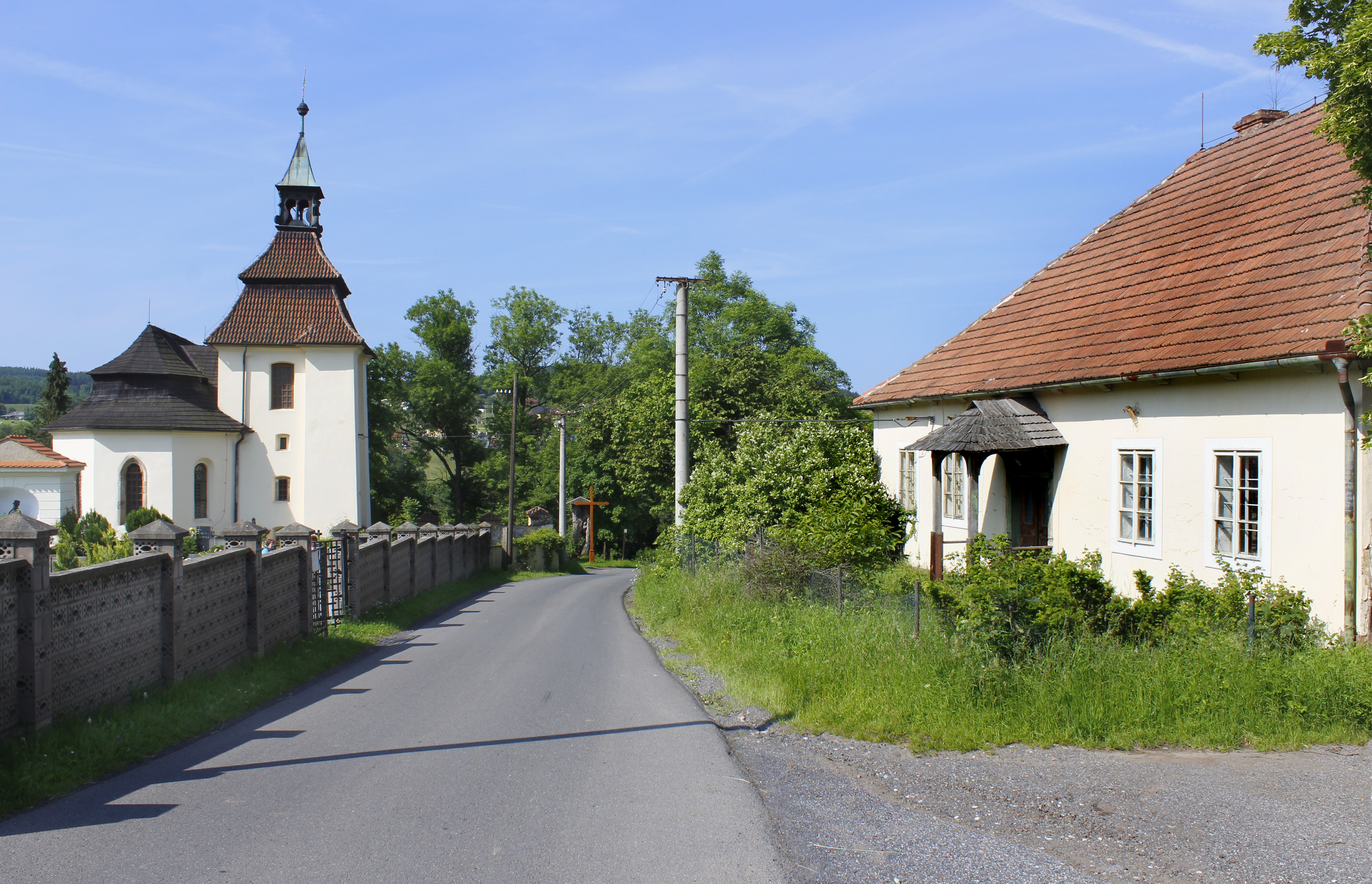
Kostel v Mrtníku, části Hvozdce